# 黃道賢
黄道贤，元朝泉州（今福建省泉州市）人。
黄道贤嫡母唐氏无子，黄道贤在襁褓时，生母苏氏因病离去。黄道贤长大后，思念生母，多次请求父亲，于是召生母回家。黄道贤竭力奉养两个母亲，得其欢心。父亲病重，黄道贤昼夜奉汤药，不离膝下，遍求良医，无效。于是夜间请祷于天，愿减少自己一纪之年寿，以增加父寿，其父病愈。元统二年（1334年）其父去世，符合一纪十二年之数。黄道贤居丧尽礼，负土筑坟，在墓侧结庐守丧，守丧时一直吃野菜。至元二年（1336年），有司上奏其事，朝廷旌表其门为“孝子黄氏之门”。